# Alessandro Pittin
Alessandro Pittin (Tolmezzo, 11 febbraio 1990) è un combinatista nordico italiano, primo atleta azzurro a vincere una medaglia nella storia della combinata nordica ai Giochi olimpici.

## Biografia

### Stagioni 2002-2009
Originario di Cercivento, fa parte della nazionale italiana dal 2002 e gareggia per il Gruppi Sportivi Fiamme Gialle. Nel 2008 è entrato a far parte della squadra A, nella quale è allenato da Harald Rodlauer per il salto e da Giuseppe Chenetti per il fondo.
In Coppa del Mondo ha esordito il 15 dicembre 2007 nella gara a partenza in linea di Ramsau am Dachstein, in Austria (33°), e ha conquistato il primo podio il 19 dicembre 2009 in un'individuale Gundersen disputata nella medesima località (3° alle spalle del francese Jason Lamy-Chappuis e del tedesco Tino Edelmann).
Nel 2009 ha partecipato per la prima volta ai Mondiali, a Liberec (Repubblica Ceca), ottenendo il 6º posto nella 10 km Gundersen HS 140. Inoltre pittiiin eso anche tre volte campione del mondo juniores nella 10 km Gundersen di Zakopane 2008, in Polonia, e ancora nella 10 km Gundersen e nella 5 km sprint, in cui a Zakopane  aveva vinto la medaglia di bronzo, a Štrbské Pleso 2009, in Slovacchia; ha inoltre vinto gare in competizioni minori della FIS, quali la Coppa del Mondo B e l'Alpen Cup.

### Stagioni 2010-2012
Convocato per i XXI Giochi olimpici invernali di Vancouver 2010, in Canada, vince la medaglia di bronzo nell'individuale dal trampolino normale, primo italiano ad aggiudicarsi una medaglia olimpica nella combinata nordica. Il 6 marzo successivo ha anche esordito nella Coppa del Mondo di salto con gli sci, piazzandosi decimo nella gara a squadre di Lahti.
Nel corso della stagione 2011-2012, il 16 dicembre 2011 a Seefeld in Tirol, è stato protagonista assieme al compagno di squadra Lukas Runggaldier di un risultato storico: i due combinatisti hanno infatti ottenuto il primo podio azzurro nella staffetta. Il 13 gennaio 2012 ha marcato un altro primato, conquistando la prima vittoria di un italiano in Coppa del Mondo nella Gundersen di Chaux-Neuve, in Francia; il 14 e il 15 gennaio seguenti si è ripetuto, realizzando una tripletta che mancava negli annali della Coppa dal 2002 (l'ultimo a realizzarla era stato il combinatista tedesco Björn Kircheisen).

### Stagioni 2013-2025
Nelle stagioni seguenti non è più salito sul podio in Coppa del Mondo fino al 14 dicembre 2013 (3º con Samuel Costa nella sprint a squadre di Ramsau am Dachstein); ai Mondiali del 2013 ha ottenuto come migliori piazzamenti due settimi posti nella gara a squadre e nella sprint a squadre.
Ai XXII Giochi olimpici invernali di Soči 2014 si è classificato 4º nel trampolino normale, 18º nel trampolino lungo e 8º nella gara a squadre, mentre ai Mondiali di Falun 2015 ha vinto la medaglia d'argento nel trampolino normale, si è classificato 4º nella gara a squadre dal trampolino normale, 5º nella sprint a squadre dal trampolino lungo e 25º nel trampolino lungo. Ai Mondiali di Lahti 2017 si è classificato 19º nel trampolino normale, 20º nel trampolino lungo, 6º nella gara a squadre dal trampolino normale e 6º nella sprint a squadre dal trampolino lungo.
Ai XXIII Giochi olimpici invernali di Pyeongchang 2018 si è classificato 19º nel trampolino normale, 27º nel trampolino lungo e 8º nella gara a squadre; nella stagione successiva ai Mondiali di Seefeld in Tirol è stato 13º nel trampolino normale, 22º nel trampolino lungo, 7º nella gara a squadre dal trampolino normale e 5º nella sprint a squadre dal trampolino lungo, mentre a quelli di Oberstdorf 2021 si è classificato 25º nel trampolino normale e 7º nella gara a squadre. L'anno dopo ai XXIV Giochi olimpici invernali di Pechino 2022 si è piazzato 32º nel trampolino normale, 33º nel trampolino lungo e 9º nella gara a squadre; ai Mondiali di Planica 2023 è stato 13º nel trampolino normale e a quelli di Trondheim 2025 si è classificato 19º nel trampolino normale, 41º nel trampolino lungo, 6º nella gara a squadre e 8º nella gara a squadre mista.

## Palmarès

### Olimpiadi
- 1 medaglia:
  - 1 bronzo (individuale dal trampolino normale a Vancouver 2010)

### Mondiali
- 1 medaglia:
  - 1 argento (individuale dal trampolino normale a Falun 2015)

### Mondiali juniores
- 4 medaglie:
  - 3 ori (individuale a Zakopane 2008; sprint, individuale a Štrbské Pleso 2009)
  - 1 bronzo (sprint a Zakopane 2008)

### Coppa del Mondo
- Miglior piazzamento in classifica generale: 7º nel 2012
- 16 podi (13 individuali, 3 a squadre):
  - 3 vittorie (individuali)
  - 4 secondi posti (3 individuali, 1 a squadre)
  - 9 terzi posti (7 individuali, 2 a squadre)

#### Coppa del Mondo - vittorie
| Data            | Località    | Nazione | Trampolino             | Spec.       |
| --------------- | ----------- | ------- | ---------------------- | ----------- |
| 13 gennaio 2012 | Chaux-Neuve | Francia | La Côté Feuillée HS118 | IN LH/10 km |
| 14 gennaio 2012 | Chaux-Neuve | Francia | La Côté Feuillée HS118 | IN LH/10 km |
| 15 gennaio 2012 | Chaux-Neuve | Francia | La Côté Feuillée HS118 | IN LH/10 km |

Legenda:
IN = individuale Gundersen
LH = trampolino lungo

### Campionati italiani
- 9 medaglie:
  - 8 ori (sprint nel 2008; sprint, individuale nel 2009; sprint, individuale nel 2010; individuale nel 2011; individuale nel 2012; individuale nel 2013)
  - 1 argento (sprint nel 2007)

### Campionati italiani juniores
- 1 medaglia:
  - 1 oro (a Predazzo 2006)